# Brigata meccanizzata "Gorizia"
La Brigata meccanizzata "Gorizia" è stata una Grande Unità dell'Esercito italiano. Costituita nel 1975, stanziata con i suoi reparti nel Friuli-Venezia Giulia, la Brigata aveva la sua sede nella caserma "Federico Guella" a Gorizia ed aveva una forza di 4.760 uomini (272 ufficiali, 630 sottufficiali e 3.858 uomini di truppa). Compito primario della "Gorizia" era quello di contribuire nel periodo della guerra fredda alla difesa della frontiera est dell'Italia da un'ipotetica invasione delle truppe del Patto di Varsavia.
Il motto dell'unità "Delle Giulie ultima torre", era visibile sulla parte superiore dello scudetto

## Storia
Costituita il 20 ottobre 1975 a Gorizia, sulla base del Comando 82º reggimento fanteria "Torino". Fu inquadrata nella Divisione meccanizzata "Folgore" fino al 1986, anno in cui (in seguito alla riorganizzazione dell'esercito italiano) fu resa autonoma e posta alle dipendenze del 5º Corpo d'Armata di Vittorio Veneto fino al 1996, anno del suo scioglimento.
Un Battaglione della Brigata, il 63º btg. Fanteria d'Arresto "Cagliari", stanziato a San Lorenzo Isontino, provvedeva nel più assoluto segreto alla manutenzione e alla vigilanza delle postazioni fortificate permanenti che correvano presso la frontiera con la ex Iugoslavia.
La Brigata nel 1976 ha partecipato attivamente all'opera di soccorso delle popolazioni del Friuli colpite dal terremoto e per il generoso impegno profuso fu insignita della Medaglia d'argento al valor civile. I primi mesi del 1991 fu impegnata attivamente nella difesa di obiettivi sensibili nella provincia di Gorizia durante la Guerra del Golfo e nel Giugno dello stesso anno fu impegnata a presidiare il confine con l'allora Jugoslavia durante la guerra dei dieci giorni. Nel 1994 operò, con il Battaglione meccanizzato "Torino", in Piemonte in soccorso delle popolazioni alluvionate. Nel 1993 la Brigata fu impiegata con compiti di ordine pubblico in Sicilia nell'“Operazione Vespri siciliani” e nella zona orientale del nord Italia, all'Operazione “Testuggine" (1993-1995) che prevedeva la sorveglianza della frontiera nord orientale, da Tarvisio a Trieste, precisamente il confine italo-sloveno, allo scopo di prevenire eventuali tentativi di ingresso irregolare in Italia di personale, mezzi e materiali data l'instabile situazione della Jugoslavia.

## I reparti nel 1983
- Reparto comando e trasmissioni, stanziato a Gorizia.
- 41º Btg. meccanizzato "Modena", stanziato a Villa Vicentina (caserma Bafile-Rossani)
- 82º Btg. meccanizzato "Torino", stanziato a Cormons (caserma Giovanni Amadio)
- 183º Btg. meccanizzato "Nembo", stanziato a Gradisca d'Isonzo (caserma Ugo Polonio)
- 63º Btg. Fanteria d'arresto "Cagliari", stanziato a San Lorenzo Isontino (caserma Federico Colinelli)
- 53º Btg. Fanteria d'arresto "Umbria", stanziato a Pavia di Udine (caserma Luigi Paravano)
- 22º Btg. carri "M.O. Piccinini", stanziato a San Vito al Tagliamento (caserma Fratelli Dall'Arme)
- 46º Gruppo artiglieria da campagna semovente "Trento", stanziato a Gradisca d'Isonzo (caserma Toti Bergamas)
- Btg. logistico "Gorizia", stanziato a Gradisca d'Isonzo (caserma Ugo Polonio)
- Cp. controcarri, stanziata a Gorizia (caserma Montesanto)
- Cp. genio guastatori, stanziata a Cormons.

## I reparti dopo il riassetto del 1992
- Reparto comando e supporti tattici
- 41º Reggimento meccanizzato "Modena"
- 82º Reggimento meccanizzato "Torino"
- 2º Reggimento carri
- 184º Reggimento artiglieria da campagna semovente "Nembo"
- Battaglione logistico “Gorizia"

## Stemmi Araldici dei reparti della Brigata "Gorizia"

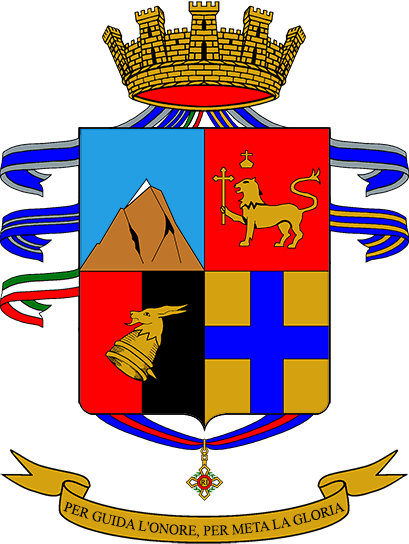
Stemma del 41º Btg. meccanizzato "Modena e del 41º Reggimento fanteria "Modena"
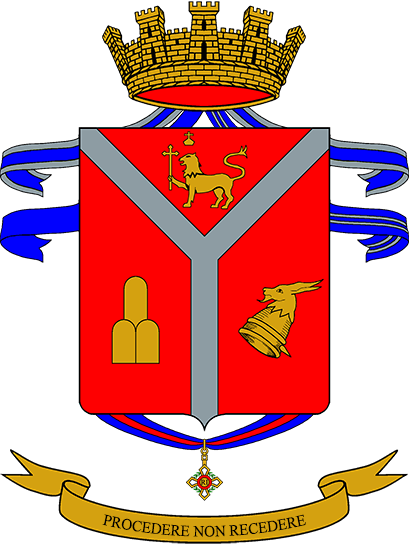
Stemma del 63º Btg. Fanteria d'arresto "Cagliari"
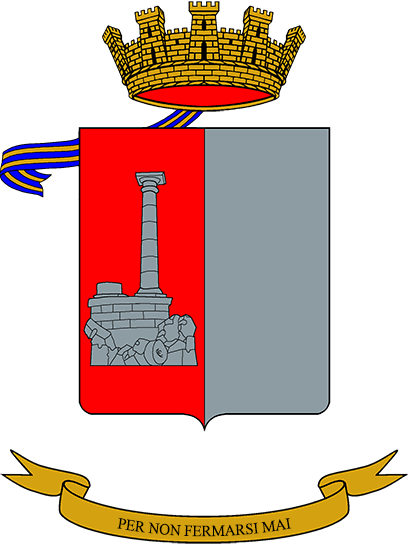
Stemma del Battaglione logistico "Gorizia"
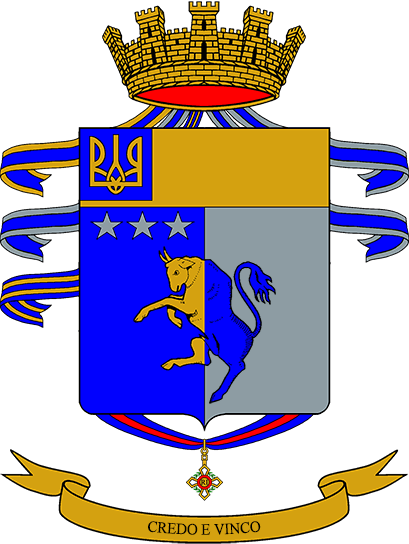
Stemma del 82º Btg. meccanizzato "Torino"
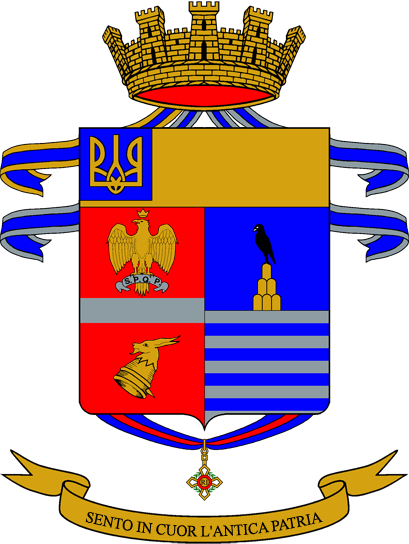
Stemma del 53º Btg. Fanteria d'arresto "Umbria"
Stemma del 22º battaglione carri "M.O. Piccinini"

## I comandanti della Brigata
- Gen.B. Andrea Versari
- Gen.B. Luigi Stefani
- Gen.B. Marcello Lauria
- Gen.B. Vincenzo Tamburello
- Gen.B. Francesco Bettin
- Gen.B. Saul Savorelli
- Gen.B. Renato Candia
- Gen.B. Giuseppe Bacco
- Gen.B. Umberto Sampieri
- Gen.B. Gianfranco Ottogalli
- Gen.B. Carlo Ciacci
- Gen.B. Angelo Carparelli
- Gen.B. Luciano D'Alessandro
- Gen.B. Antonio Di Lorenzo